# Levichelifer cribratus
Espèce
Synonymes
- Ocalachelifer cribratus Chamberlin, 1949

Levichelifer cribratus est une espèce de pseudoscorpions de la famille des Cheliferidae.

## Distribution
Cette espèce est endémique des États-Unis. Elle se rencontre en Floride et en Alabama.

## Description
Le mâle holotype mesure 1,98 mm.
Le mâle décrit par Hoff en 1964 mesure 2,1 mm et les femelles de 2,15 à 2,60 mm.

## Publication originale
- Chamberlin, 1949 : New and little-known false scorpions from various parts of the world (Arachnida, Chelonethida), with notes on structural abnormalities in two species. American Museum Novitates, no 1430, p. 1-57 (texte intégral).